# Notoraja
Notoraja  (лат.) — род скатов семейства Arhynchobatidae отряда скатообразных. Это хрящевые рыбы, ведущие донный образ жизни, с крупными, уплощёнными грудными плавниками в форме ромба и выступающим рылом. Рот поперечный или выгнут в виде арки. На вентральной стороне диска расположены 5 жаберных щелей, ноздри и рот. На тонком хвосте имеются латеральные складки. У этих скатов 2 редуцированных спинных плавника и редуцированный хвостовой плавник. Обитают в Индийском и в западной части Тихого океана. Встречаются на глубине до 1440 м. Максимальная зарегистрированная длина 64,5 см. Откладывают яйца, заключённые в четырёхконечную роговую капсулу.
Название рода происходит от др.-греч. νῶτος — «южный ветер» или «самая южная (задняя) часть» и лат. raja — «хвостокол».

## Классификация
В настоящее время к роду относят 11 видов:
- Notoraja alisae Séret & Last, 2012
- Notoraja azurea McEachran & Last, 2008
- Notoraja fijiensis  Séret & Last, 2012
- Notoraja hirticauda  McEachran & Last, 2006
- Notoraja inusitata Séret & Last, 2012
- Notoraja lira  McEachran & Last, 2008
- Notoraja longiventralis Séret & Last, 2012
- Notoraja ochroderma McEachran & Last, 1994
- Notoraja sapphira  Séret & Last, 2009
- Notoraja sticta  McEachran & Last, 2008
- Notoraja tobitukai  (Hiyama, 1940)